# Bloch MB.130
Le Bloch MB.130 est un avion multiplace de combat français de l'Entre-deux-guerres qui ne dépassa pas le stade de prototype. 

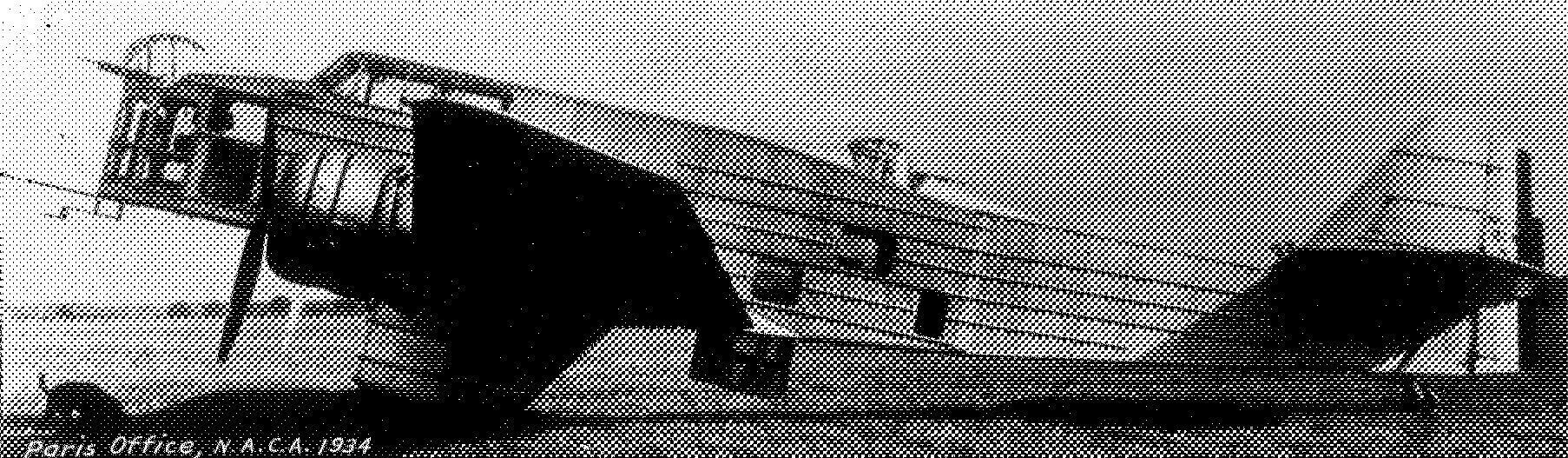
Bloch MB.130.01

## Le programme BCR
En août 1933 le Service technique de l'aéronautique (STAé) établit un cahier des charges pour un multiplace de combat quadriplace (M4). En octobre de la même année ce programme fut remplacé dans le cadre du Plan I de modernisation de l'armée de l'air par un programme dit BCR. Il s’agissait de bimoteurs polyvalents répondant aux théories de l’italien Giulio Douhet et capables d’effectuer des missions de Bombardement, de Combat (escorte de bombardiers) et de Reconnaissance. Ils devaient pouvoir transporter entre 500 kg et 1 000 kg de bombes, dépasser les 350 km/h à 4 000 m d’altitude et parcourir 1 300 km. Trois postes de mitrailleuses devaient aussi leur permettre d’assurer seuls leur défense. Huit constructeurs présentèrent des projets et six prototypes furent commandés : Amiot 144, SAB AB-80, Breguet 460, Farman F.420 (en), Potez 540 et Bloch MB.130. 

## Un petit MB.210
Responsable du bureau d’études de la Société des avions Marcel Bloch, Maurice Roussel travaillait déjà sur le MB.210. Il s’en inspira donc pour dessiner un monoplan à aile basse cantilever entièrement métallique reposant sur un train fixe à carénage pantalon. Équipé de deux moteurs Gnome et Rhône 14Kdrs de 760 ch, le MB.130A présentait une grande ressemblance avec le MB.210, en particulier en raison d’un fuselage aux lignes carrées et d’un positionnement identique des postes de tir, mais de dimensions réduites. Baptisé Guynemer, le prototype effectua son premier vol le 8 juin 1934 à Villacoublay, piloté par André Curvale et René Vaudequin. À la même époque Marcel Bloch proposa à la Marine, qui ne donna pas suite, un hydravion torpilleur, le MB.130M, équipé des mêmes moteurs et de flotteurs en catamaran. 
Après une première série de vols le prototype rentra en atelier pour recevoir un train d’atterrissage escamotable, des moteurs Gnome et Rhône 14Kirs/Kjrs de 870 ch et une nouvelle tourelle ventrale. Devenu MB.130B, il reprit l’air le 3 avril 1935. Une commande pour 40 exemplaires fut envisagée en octobre 1935, mais le prototype, qui avait reçu l’immatriculation civile F-AKHS, souffrait d’un problème de stabilité. 17 dérives différentes furent expérimentées sans résoudre le problème. Il fut détruit sur accident en 1937, blessant le pilote Zacharie Heu. 
En fait la Société des avions Marcel Bloch avait déjà reporté tous ses efforts sur le Bloch MB.131, un appareil qui, malgré sa désignation, n'avait rien de commun avec le MB.130.  

## Sources
1. 1 2 3 4 5 6 7  Dassault Aviation